# Euforija
Euforija  (gr. ευφορία, lat. euphoria, euforia) označava subjektivno i privremeno bujno raspoloženje ili sreću.
Općenito pojam euforija se često koristi opis strasti ili oduševljenja. Izraz opisuje privremeni osjećaj posebno dobrog raspoloženja.